# Hivatari Kai
Hivatari Kai (火渡カイ, nyugaton Kai Hiwatari) a Beyblade című anime és manga egyik főszereplője, az anime epizódjainak többségében a Bladezúzók csapatkapitánya. Nagyon titokzatos, szűkszavú szereplő. Bit bestiája Dranzer, a vörös főnix.

## Története
Maga a Beyblade Japánban indult 1999-ben, úgy mint játékok sorozata és manga (japán képregény). Később a nagy sikerre való tekintettel elkészítették a filmes változatot, és 2001 januárjában a TV Tokyo megkezdte az anime leadását. 2002 nyarára elkészült a kanadai változat, amely sok szempontban eltért a japántól, például a legtöbb szereplő eredeti nevét angolra cserélték. Az anime három évadból áll, és tartozik hozzá egy mozifilm is. Magyarra csak az első évadot szinkronizálták.
Kait 1999-ben Aoki Takao, a Beyblade manga írója alkotta meg. Az animében Kai-t és a hátterét jelentősen megváltoztatták, például a múltja, a családja és a személyisége nagyban eltér a mangában bemutatottól. Először 2001. január 8-án jelent meg a japán tévékben, az első epizód legvégén. Magyarországon 2003-ban láthattuk, 51 epizód erejéig.

### Jelentősége
Kai eleinte mint antihős jelenik meg: Tyson, a főszereplő legnagyobb ellenfele, és gyakorlatilag mindenben az ellentétének mondható (amit ebben az esetben nem feltétlenül egy negatív dologként kell érteni). A történetet leginkább Tyson szemszögéből mutatják be, így hát Kai olyan szerepet kap, amelyben egyszerre akadályozó és segítő is. Az ő jelenléte és tettei emlékeztetik Tysont arra, hogy sosem ülhet nyugodtan a babérjain, valamint arra, hogy a tudást mindig lehet tökéletesíteni.
A beyblade-ezésre is különböző okaik vannak: Tyson szórakozásnak tekinti ezt, Kai pedig kötelességének (ez a múltja ismeretében érthető igazán). Az évek során mindkettejük hozzáállása változik, de a rivalizálásuk sosem ér véget – tulajdonképpen ez a mozgatórugója az egész filmnek és a mangának is.

## Jelleme
Ahhoz, hogy hiteles képet kapjunk Kai személyiségéről, fontos a múltja ismerete. Kai alapvetően is zárkózott, nem éppen társaság kedvelő típus, amire a kiskori megpróbáltatások rátettek még egy nagy lapáttal. Távolságtartó, nem szereti a tömeget, inkább a nyugalmat keresi. Nem túl barátságos, de ez nem jelenti azt, hogy szívtelen vagy kegyetlen volna másokkal szemben. Egyszerűen csak többet kell tenni azért, hogy valaki elnyerhesse Kai rokonszenvét és bizalmát. Ő alapvetően is komoly, megfontolt, kiegyensúlyozott. Nem az a rögtön lelkesedő típus: mindig gondolkozik, mielőtt cselekedne. A magabiztossága és a (jogos) büszkesége mellett inkább taszítja magától az embereket, és valójában szándékosan is ezt akarja elérni. Mindeközben arany lelke van: megvédi azokat, akik erre rászorulnak, hamar felismeri a legkülönbözőbb helyzeteket és ennek megfelelően segíti a többieket. Ezt persze úgy teszi, hogy ő maga közben a háttérben maradjon. A segítségéért nem vár hálát, sem szimpátiát vagy szeretet mások részéről. Igaz, az 1. évad vége felé megtörtént egyszer, hogy nagyobb volt a hatalomvágya, mint a józan értékrendje, de ettől függetlenül becsületes, megbízható, mindig lehet rá számítani – és ezt a környezete is jól tudja. Azokra, akik csak az 1. évadot látták, Kai jelleme talán nem tett túl jó benyomást, de az utána következő két évadban Kai egyértelműen bizonyságot tesz az utóbb felsorolt tulajdonságairól. Egyébként, a korához mérten kifejezetten bölcs és tapasztalt, amiért ha szimpátia nem is, de általános köztiszteletet mindenképp övezi őt.

## Életrajza

### Múltja
Az anime szerint Kai Oroszországban, Moszkvában született, a Balkov Apátságban nőtt fel. Az apátság álcája alatt edzett a Biovolt csapatával, aminek a beyblade-del nem voltak éppenséggel tiszta és becsületes céljai. A Biovolt főnöke Voltaire, Kai nagyapja és valószínűleg az egyetlen még élő rokona volt. Kai a születése után egy darabig valószínűleg Japánban nevelkedett, és amikor a nagyapja látta, hogy az unokájának van tehetsége és esze ehhez a sporthoz, úgy döntött, hogy visszaviszi őt Moszkvába. Így került Kai az apátságba, hogy aztán profi blade-ezőt neveljenek belőle. Persze ezt Kai-jal nem tudatták, de valószínűleg úgyse értette volna meg pontosan (ekkor még csak 6 vagy 7 éves lehetett). Csupán annyit tudott, hogy a nagyapja hozta ide azért, hogy ezt csinálja, mert ez a kötelessége. Arról fogalma sem volt, hogy ez egyáltalán nem „normális” dolog és az ő korában a gyerekek fő időtöltése, hogy más gyerekkel együtt játsszanak… Kai tudomásul vette, hogy a blade-ezés a kötelessége, mert jó ebben a sportban és a nagyapjának tervei vannak vele, de a játék szeretetét ezzel a szigorú, katonás neveléssel szinte teljesen kiölték belőle.
Egy nap a tudósok újonnan kifejlesztett beyblade-et teszteltek: a Fekete Dranzert. Kai a legutolsó tesztek előtt állt ekkor (10-12 éves lehetett).
„Nagy nap volt a számunkra, amikor a tudósok először tesztelték a Fekete Dranzert. Éppen akkor készült el, és mi alig vártuk, hogy láthassuk a próbajátékát. Először nem tett ránk nagy benyomást… Teljesen hétköznapi beyblade-nek látszott, de csak addig, amíg munkához nem látott. Sose láttam még olyan erős beyblade-et, mint a Fekete Dranzer. Tökéletes volt a pörgése, az egyensúlya, mindene tökéletes volt… Megbabonázott. Míg a többiek az utolsó tesztre készültek, én csak ültem és bámultam. Túl tapasztalatlan voltam ahhoz, hogy kipróbáljam, mégis mindig a Fekete Dranzer-ön járt az eszem…”
- idézet Kai-tól (1./42. epizód, visszaemlékezés)
A Fekete Dranzert a diákoknak nem volt szabad kipróbálni, de Kai-nak egy éjszaka sikerült megszereznie. Mikor elindította a Fekete Dranzert, megtörtént az a bizonyos dolog, amely teljesen megváltoztatta az életét. Kai ekkor még kíváncsi, tapasztalatlan kisgyerek volt, a Fekete Dranzer pedig túlságosan erős volt a számára: Kai nem tudta irányítani őt. Így a bit bestia úgyszólván elszabadult, és ez az óriási erő kis híján elpusztította az apátságot. Kai alig pár méterre állt a Fekete Dranzer-től, úgyhogy igencsak közelről lehetett szemtanúja az esetnek. Ezután nem emlékezett semmire, mert az átélt események olyan szinten sokkolták, hogy (a tanítója szavaival élve) "teljesen blokkolták a memóriáját". Ezt úgy kell érteni, mint amikor valaki kómába esik, aztán végül magához tér, de nem emlékszik semmire. Ezután Voltaire újra magához vette Kai-t, és elvitte Japánba, a Hiwatari kastélyba. A múlt sötét folt maradt Kai számára, de a többi emberhez (főleg az örök vidám, viccelődő Tyson-hoz) való viszonyát nagyban befolyásolta. A nagyapja – nyilván előre megfontolt szándékkal – nem beszélt erről az unokájának, úgyhogy Kai csak évekkel később, a világbajnokság moszkvai döntője előtt tudott fényt deríteni a saját múltjára…

### 1. évad
Kai először napnyugtakor, egy tokiói gáton állva jelenik meg a történetben. Úgy ismerhetjük meg, mint a Blade Cápák nevű csapat rettegett vezérét, akit még sose győztek le, és a világ legerősebb bit bestiáját keresi. Ekkor még csak annyit lehet róla tudni, hogy kegyetlen, céltudatos, határozott, nem tűr veszteseket a csapatában. Miután Tyson egy kemény meccs után nagy adag szerencsével legyőzi őt az országos bajnokságon, ha nem is teljes meggyőződéssel, de elvállalja a kapitányságot a Bladezúzók csapatában. Ekkor megkezdődik a bajnokságok sorozata. Kai karaktere nagyon lassan bontakozik ki a többiekéhez képest; az Amerikai Bajnokság végére már minden szereplő jellemét jól ismerjük, Kai-ét alig. Végül sor kerül az oroszországi világbajnokságra. Kai ekkor szembesül a múltjával és megtalálja azt, amit annyira keresett: a végső tökéletességet a Fekete Dranzer személyében. Ezért otthagyja a csapatát, átáll a Buldózerekhez. Végül, a bajkál-tói meccs után Kai lemond a Fekete Dranzerről, visszamegy a Bladezúzókhoz. Habár a saját meccsét elveszti, ő vezeti győzelemre a csapatot a világbajnokságon.

### 2. évad (V-Force)
A moszkvai döntő után Kai visszament a régi iskolájába; mivel nem talált már magához méltó, erős ellenfelet, nem látta értelmét a további beyblade-ezésnek. Ekkor jön a képbe egy fiatal diák, Wyatt, aki Kai nagy rajongója, és szeretne közel kerülni hozzá, kevés sikerrel. Kai-t itt nem hagyja nyugton egy Dunga nevű blade-ező; feldúlja Kai szobáját, kis híján rádönt egy fát és még hasonlók. Végül Kai visszatér a beyblade-ezéshez, Dungának „köszönhetően”. Hamarosan újra összeáll a Bladezúzók csapata, és rengeteg kalandba keverednek. Kai ismét bizonyságot tesz bátorságáról, megfontoltságáról és felelősségtudatáról. Ez utóbbi tulajdonsága akkor mutatkozik meg leginkább, amikor Wyatt átáll egy ellenséges csapathoz, csupán azért, mert Kai nem vállalta a tanítását, mert nem bízott meg benne (Wyatt egyszer ellopta tőle Dranzer-t, hogy ő maga kiálljon Kai helyett Dunga ellen). A világbajnokságnak ezúttal nincs nagy jelentősége, hiszen alig több mint tíz epizódot szánnak rá. Ezúttal kétfős csapatokban lehet indulni a bajnokságon, Kai Ray-jel indul, és veretlenül haladnak a cél felé, egészen addig, amíg szembe nem kerülnek Zeo-val, aki csakis a bit bestiájának köszönheti az erejét. Kai mindenki legnagyobb megdöbbenésére vereséget szenved a cerberusztól (helyesebb, ha a bit bestiát említjük, mintsem a teljesen amatőr Zeo-t), és elveszti Dranzert. Végül a döntőben Zeo veszít, és az elragadott bit bestiák visszatérnek a gazdájukhoz. Ez a részlet kísértetiesen hasonlít az 1. évad végére…

### 3. évad (G-Revolution)
Kai a természetben találja meg az igazi nyugalmat, ahol nincs városi nyüzsgés és emberek. „Újjászületik”, feladva a régi életét (Az egyetlen, aki dönthet a sorsomról ÉN vagyok – senki más!) Most is mindent megtesz azért, hogy legyőzze Tysont, és ezzel elérje a rég kitűzött célját: de ha a becsületről és esélyegyenlőségről van szó, feladná az egész életművét. Jó példa erre a világbajnoki döntő utolsó harca: Tysonnak aznap már volt egy meccse, ami az erejének nagy részét felemésztette, és a beyblade-je is sérült – Kai, akinek azon a napon a döntőbeli lett volna az első összecsapása, rendezett magának egy vérre menő gyakorló meccset (egyszerre két erős csapattársa ellen), hogy Tyson-nal egyenlő esélyekkel indulhasson. Kai-t ebben az évadban is éri kudarc: az „őstehetség” Brooklyn-tól szinte megsemmisítő vereséget szenved, de innen is képes talpra állni, és a még friss sebeivel keményen visszaverni Brooklyn-nak. Kai-ról ekkor mindenki elismeri magában, hogy ő a világ legjobb beyblade-ezője, habár a nézők többségének nagy példaképe továbbra is a világbajnok Tyson marad. A legutolsó jelenetben Kai és Tyson nem hivatalos összecsapása kezdődik a természetben, Tokió határában. A meccs végkimenetelét nem mutatják, amivel a két fiú soha véget nem érő küzdelmét akarják érzékeltetni.

## Manga

### Múltja
Teljesen eltér az animétől. A mangának szintén létezik átdolgozott angol nyelvű változata (a szereplők többsége itt is más nevet kapott). Az itt látható leírásban viszont a japán nevek szerepelnek, hogy a történet jobban beleilleszkedjen az eredeti környezetbe.
A manga szerint Kai Tokióban élt együtt a szüleivel és egészen 5-6 éves koráig gondtalan gyerekkora volt. Az apja, Susumu a Hiwatari cégnél dolgozott. Ez egy sikeres családi vállalat, amelynek a főnöke Soichiro Hiwatari volt, Kai nagyapja. Susumu a beyblade szeretetére nevelte a fiát, és sokat játszott vele, valójában ő maga is ennek a megszállottja volt. Soichiro persze nem lelkesedett azért, hogy a fia ilyen mihaszna dolgokra pazarolja az idejét, és egyszer számon kérte ezt rajta. Így történt, hogy Susumu egy erkölcsi döntésre kényszerült: választania kellett a családja és a szenvedélye, a blade-ezés között. Végül az egész család színe előtt kijelentette, hogy nem mond le a blade-ezésről, inkább elhagyja a feleségét és a fiát. Így is történt, és ez a kis családi tragédia járult hozzá ahhoz, hogy Kai megváltozott, és elhidegült a világtól. Ezek után sokáig minden lépése az apja elvesztése miatti gyűlölethez volt köthető. Gyűlölte Susumut, mert nem tudott lemondani a szenvedélyéről, de még jobban magát a beyblade-et, mert Kai úgy vélte, hogy ez vette el tőle az apját. A mangában Kai gyerekkorának és a nagyapjának tehát semmi köze az apátsághoz, Boris-hoz és a Biovolthoz.

### Családja a mangában
Teljesen eltér az animétől.
- Kai apja, Susumu (a kanadaiban Hubby)
- Nagyapja, Soichiro (Voltaire)
- Anyja (a neve nem derül ki)
- Később: a fia, Gou

## Beyblade-jei, támadásai
|              | 1. évad                                                         | 2. évad                                                 | 3. évad                                                                               |
| ------------ | --------------------------------------------------------------- | ------------------------------------------------------- | ------------------------------------------------------------------------------------- |
| Beyblade-jei | Dranzer Spiral Dranzer Flame                                    | Dranzer Flame Dranzer Volcano Dranzer Volcano 2         | Dranzer Volcano 2 Dranzer Gigs Dranzer Gigs Turbo Dranzer Metal Spiral                |
| Támadásai    | Fire Arrow Spiral Survivor Flame Attack Fire Attack Flame Saber | Flame Saber Volcano Emission Volcano Excellent Emission | Blazing Gig Blazing Gig Tempest Flame Gigs Turbo Turbo Reverse Attack Spiral Fireball |

## Idézetek
Kai néhány klasszikus mondata (az 1. évadban az eredetiek, a 2. és 3. évad angolból fordított):
1. évad:
- „Ha úgy gondolod, Tyson, hogy készen állsz… De ezt erősen kétlem.”
- „Minél előbb kezdjük, annál előbb véged.”
- „Miért is jöttem én ide? Nem vagyok én bébiszitter…”
- „Ébredj, Ray! A csatát a fejedben kell megvívni… Nem a szívedben.”
- „Ahhoz képest, hogy nem szereted a fűszeres ételeket, elég paprikás hangulatban vagy…”
- „A vereségből sokat lehet tanulni – most megtehetjük.”
- „Koncentrálj, Kai! Felejtsd el a pitiáner problémákat…”
- „Duguljatok el és szálljatok be! Mindjárt indulunk.”
- „Persze, hogyne. Jó étvágyat a házi Kenny-burgerhez!”
- „Nem szokásom bedobni a törölközőt, és nem most fogom elkezdeni.”
- „Ha azt hiszi, hogy megvehet, akkor csak hiszi, hogy ismer engem.”
- „Ahhoz, hogy én legyek a legjobb, a legjobbat kell legyőznöm.

V-Force:
- „Tudom, hogy egyszer csapat voltunk, de az elég is volt nekem.”
- „Egy Max nevű kismadár csiripelte, hogy itt vagytok.”
- „Az, hogy mindenfélével teleaggatod a blade-edet, nem segít nekünk. Ami belül van, az számít.”
- „Ha csak pár lépés választ el a célodtól, emlékezz rá: rengetegen voltak, akik elindultak, de nem jutottak el addig, ameddig te.”

G-Revolution:
- „Szerencsés Bolyhos, ez a kis szőrcsomó, mert jó élete van… Fogalma sincs, kicsoda Tyson.” (ezt egy kóbor macskáról gondolja)
- „Az egyetlen, aki dönthet a sorsomról, ÉN vagyok. Senki más!”
- „Nevetséges dolog a bikaviadalban: mindig a bika veszít.”
- „Nem számít, milyen magas az előtted álló fal, mindig van mód arra, hogy ledöntsd.”
- „Tanultam minden harcból, amit valaha vívtam. Minden barát, ellenség és néző tud valamit, ami engem ösztönöz. Én a tanulója vagyok ennek a játéknak, és mindig is az leszek. A kemény edzések, a versenyek, a győzelmek és vereségek; mind megtanítottak engem valamire. A megszerzett tudást a javamra fordítom. Ez az, amiért én elmondhatom, hogy igazi beyblade-ező vagyok! Ezért tudom tovább folytatni és ez az én erőm!”
- „Nem számít, hogy nyersz vagy vesztesz, csak őrizd meg önmagad!”

## Érdekességek, megjegyzések
- A japán neve ellenére Kai orosz nemzetiségű.
- Kai vezetéknevének, a Hiwatari-nak jelentése: "átkel a tűzön".
- Kai neve a különböző változatokban (internetes keresőkben saját felelősségre használható): 
 japán: 火渡カイ 
 kínai: 火渡凱 
 orosz: Кай Хиватари 
 thai: วาตาริ ไค 
 héber: קאי (csak az utóneve) 
 olasz: Kei Hiwatari 
 francia: Kaï Hiwatari
- A Movie-ban kiderül, hogy Kai szereti a régi mondákat.
- 1988. november 9-én született, horoszkópja Skorpió, a kínaiban Sárkány.
- Kai-nak volt a legtöbb csapata a filmben (összesen 6), és ő fordult meg a legtöbb beyblade-del foglalkozó szervezetben (összesen háromban: BBA, Biovolt, BEGA)
- A filmben jó néhány szereplő köszönheti Kai-nak az életét: kétszer mentette meg a Bladezúzók teljes csapatát, háromszor Ray-t és Kenny-t, kétszer Hilary-t és egyszer az iskolatársát, Wyatt-et.
- Kai az egyetlen olyan fontos szereplő, akinek az eredeti nevét nem angolosították el a kanadai változatban.